# Referenční elipsoid

Referenční elipsoid (a průměr referenční koule, stanovený aritmetickým průměrem poloos)

Referenční elipsoid se používá jako matematická aproximace tvaru Země a jiných těles ve vesmíru. V kartografii je používán jako referenční plocha při konstrukci map. Skutečný tvar Země je pro kartografické účely příliš složitý.
Skutečný tvar Země je nepravidelný, a to nejen pokud jde o nadmořskou výšku jednotlivých bodů na jejím povrchu, ale i pokud jde o střední klidovou vzdálenost hladiny moře od středu Země (geoid). Souvisí to s nepravidelným rozložením hmoty uvnitř Země, a tedy s rozdílnými gravitačními potenciály na různých místech na povrchu. Klidová vzdálenost mořské hladiny od středu Země se na různých místech planety může lišit až o 100 m.
V historii byla definována řada různých referenčních elipsoidů a i v současnosti se v kartografii pro mapování různých míst zemského povrchu používají různé referenční elipsoidy - vzhledem k nepravidelnosti zemského povrchu může být pro každou oblast vhodnější jiný elipsoid. 
Znalost použitého elipsoidu (tedy jeho poloos a případného posunutí vůči středu Země) je nezbytná pro přenesení souřadnic z mapy do terénu; při použití jiného elipsoidu, než k jakému byla mapa vztažena, mohou rozdíly činit i stovky metrů, což je fatální např. při námořní navigaci: 200 m může být rozdíl mezi dvěma stranami jednoho korálového útesu.
Typický referenční elipsoid je zploštělý sféroid, jehož větší poloosa vymezuje rovník, menší pak vzdálenost pólů od středu Země. Z toho plyne, že osa {\displaystyle z} odpovídá ose Země (souřadnice od jižního pólu k severnímu, počátek ve středu Země). Za osu {\displaystyle x} se považuje osa procházející průsečíkem rovníku a nultého poledníku (souřadnice rostou od opačné strany planety k tomuto bodu, tedy od Tichého oceánu k Atlantskému). Za osu {\displaystyle y} se považuje osa procházející průsečíkem rovníku a devadesátého poledníku (západní i východní délky - souřadnice rostou od západu na východ, tedy zhruba od Galapág k Sumatře).
Současným globálním standardem mezi referenčními elipsoidy je tzv. WGS-84, jehož střed leží ve středu Země a poloosy a = 6 378 137 m, b = 6 356 752,3 m. Tento elipsoid se používá např. při satelitní navigaci GPS. Ostatní referenční elipsoidy lze definovat pomocí posunutí jejich středu vůči středu WGS-84, případně i změnou délky poloos (změnou délky hlavní polosy a rozdílem zploštění).

## Přehled referenčních elipsoidů
| Elipsoid    | poloosa a [m] | poloosa b [m] |
| ----------- | ------------- | ------------- |
| Besselův    | 6377397,155   | 6356078,963   |
| Hayfordův   | 6378388,000   | 6356911,946   |
| Krasovského | 6378245,000   | 6356863,019   |
| WGS 84      | 6378137,000   | 6356752,314   |
| Clarkův     | 6378249,145   | 6356514,870   |
| GRS 80      | 6378137,000   | 6356752,314   |
| NAD 192     | 6378206,400   | 6356583,800   |
| IAG 196     | 6378160,000   | 6356774,516   |

### Související
- Krasovského elipsoid